# Obuzier „Schneider” de 150 mm, model 1912
Obuzierul „Schneider” de 150 mm, model 1912 (clasificarea franceză  Obusier de campagne à tir rapide de 105 mm, type O.C. 150 N° 5) a fost un obuzier cu „tragere accelerată”, de fabricație franceză, constituind primul obuzier greu din dotarea artileriei române.:p. 53
Obuzierul s-a aflat în înzestrarea regimentelor de artilerie de câmp din Armata României, începând cu anul 1913, la începutul campaniei din anul 1916 din timpul Primului Război Mondial, fiind în evidență un număr de 8 de bucăți, dispuse în apărarea capului de pod Cernavodă.:p. 41.:p. 53

## Principii constructive
Obuzierul era destinat în principal pentru distrugerea fortificațiilor pasagere și a forței vii adăpostite a inamicului pe câmpul de luptă. Țeava era ghintuită, fiind construită din oțel forjat. Proiectilele erau explozive sau încărcate cu șrapnele. Pentru atenuarea reculului era folosit un sistem cu frână hidraulică. Obuzierul era montat pe un afet mobil cu două roți cu spițe din lemn, pentru transport montându-se un antetren cu roți identice. 